# Liste des cours d'eau du Nigeria

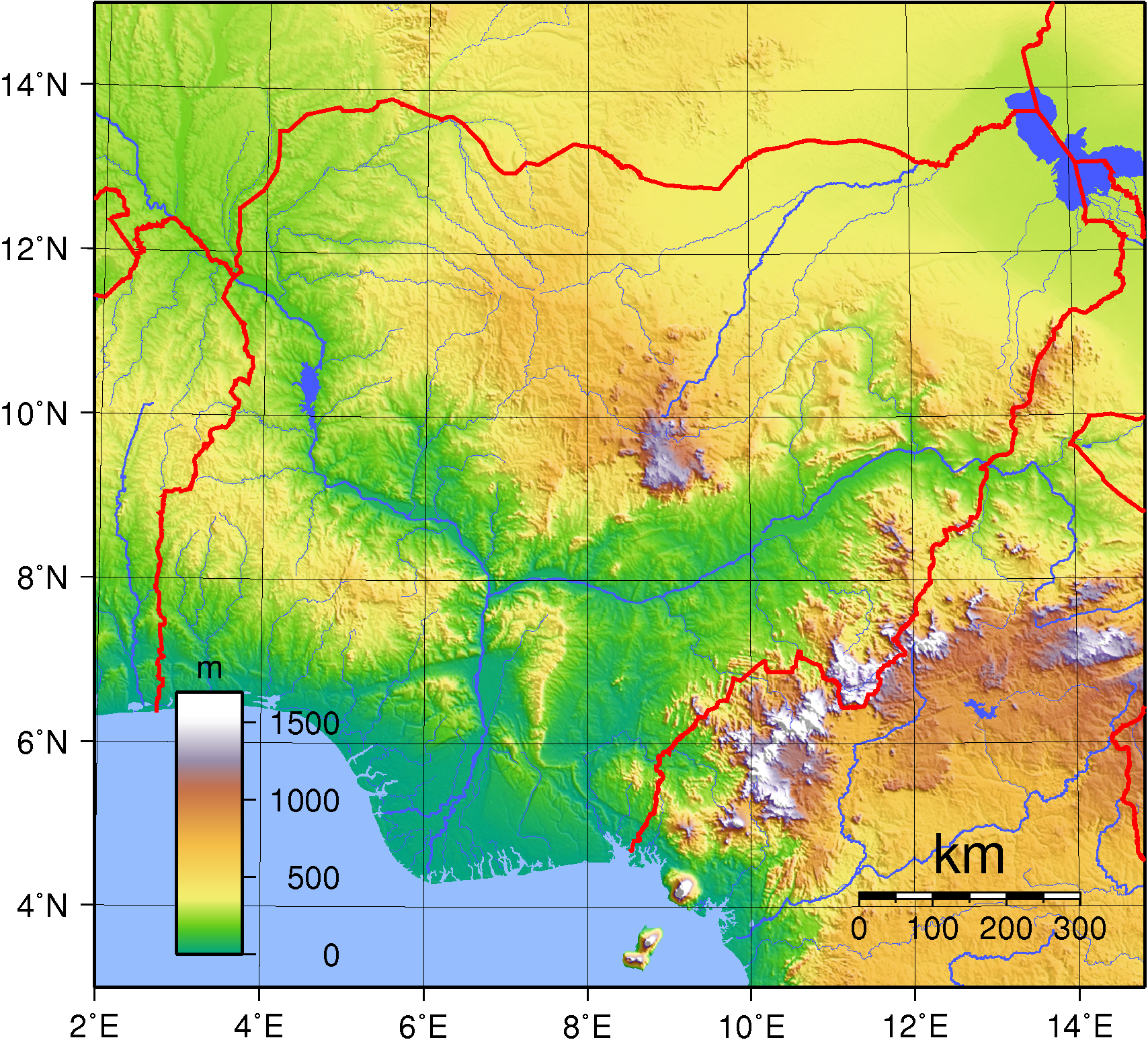
Le Nigeria topographique et ses principaux cours d’eau.

Cette page recense les cours d'eau du Nigeria. Le Nigeria est divisé en deux bassins principaux : celui du lac Tchad et celui du Niger. Le bassin du Niger représente environ 63% du pays. Le principal afflux du Niger est le Bénoué, dont les affluents s’étendent au-delà du Cameroun jusqu’au Tchad et au territoire de la Charie. Le bassin tchadien est alimenté par le bassin hydrographique du nord-est du Nigeria. Le pays possède aussi de nombreux fleuves côtiers.

## Niger

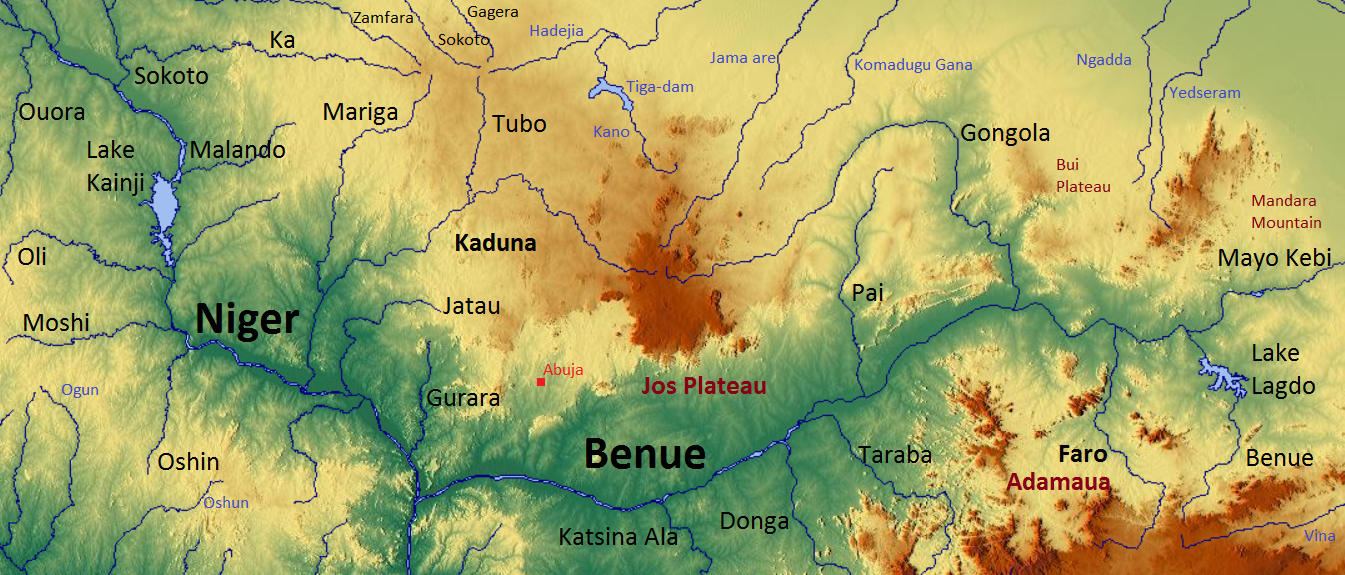
Le Bénoué, le Niger, et leurs affluents

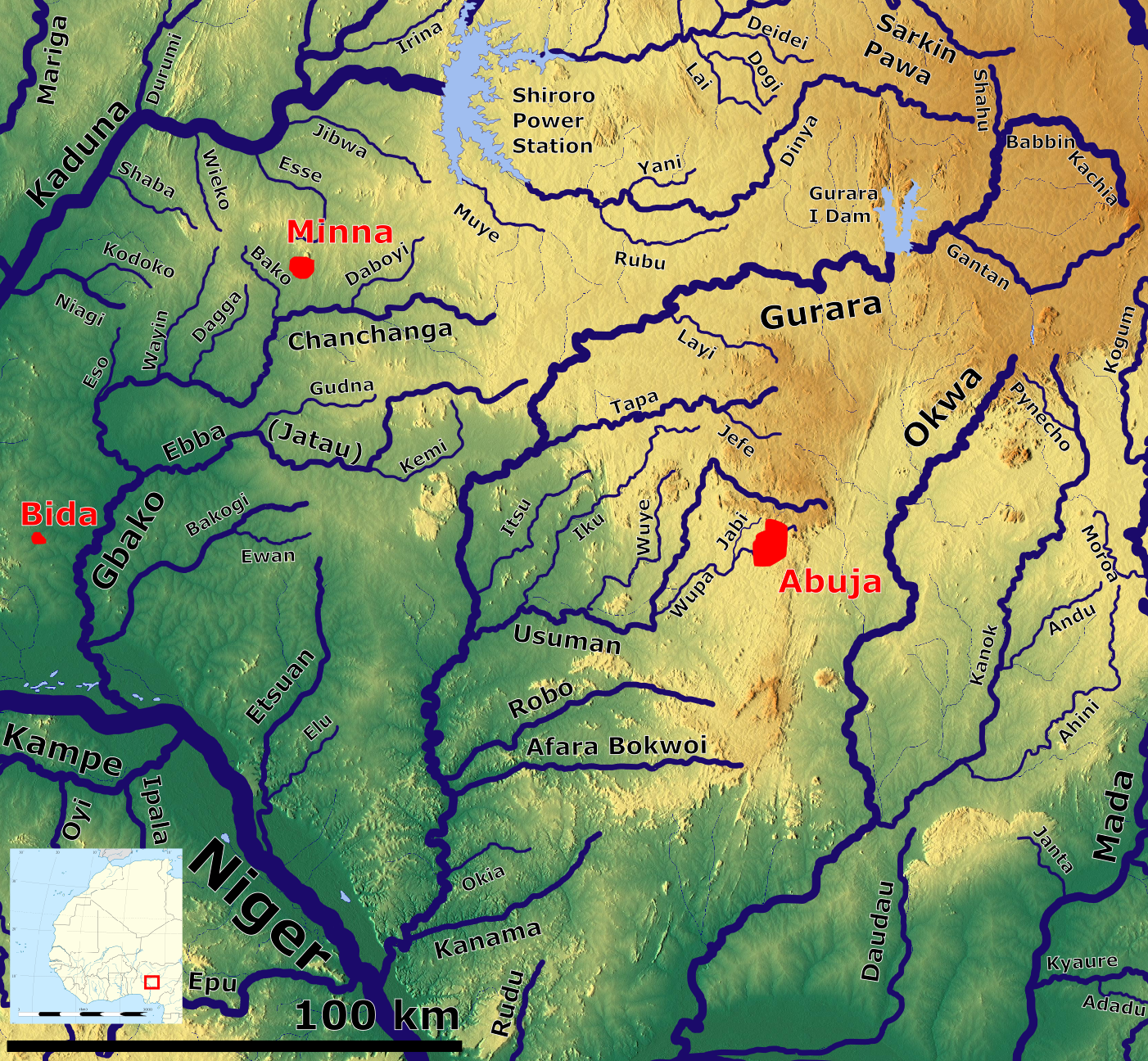
Le Gurara, le Gbako, et leurs affluents

- Shodu
  - Sora
  - Kwantare
- Maiel
- Dan Zaki
- Kontagora
  - Maingyara
- Oli
  - Eri
    - Nono
- Moshi
  - Teshi
  - Tashi
    - Shoro

  - Lere
- Eku
  - Yanpere
  - Lansar
- Awun
  - Imoru
  - Oyun
  - Aza
  - Iwa
- Oshin
- Yunko
- Oyi
- Oro
  - Awere

- Gbako
  - Jatau (Ebba)
    - Kemi
    - Gudna

  - Chanchanga
    - Daboyi
    - Bako
    - Dagga
    - Wayin
    - Eso

  - Bakogi
    - Ewan
- Etsuan
  - Elu
- Gurara
  - Babbin Kachia
    - Shahu

  - Gantan
  - Layi
  - Tapa
    - Jefe

  - Itsu
  - Usuma
    - Wupa
      - Jabi

    - Wuye
    - Iku

  - Robo
  - Afara Bokwoi
  - Okia
  - Kanama
- Anambra
- Escravos (Niger Mündungsarm)
- Forcados (Niger Mündungsarm)
- Nun (Niger Mündungsarm)

### Sokoto

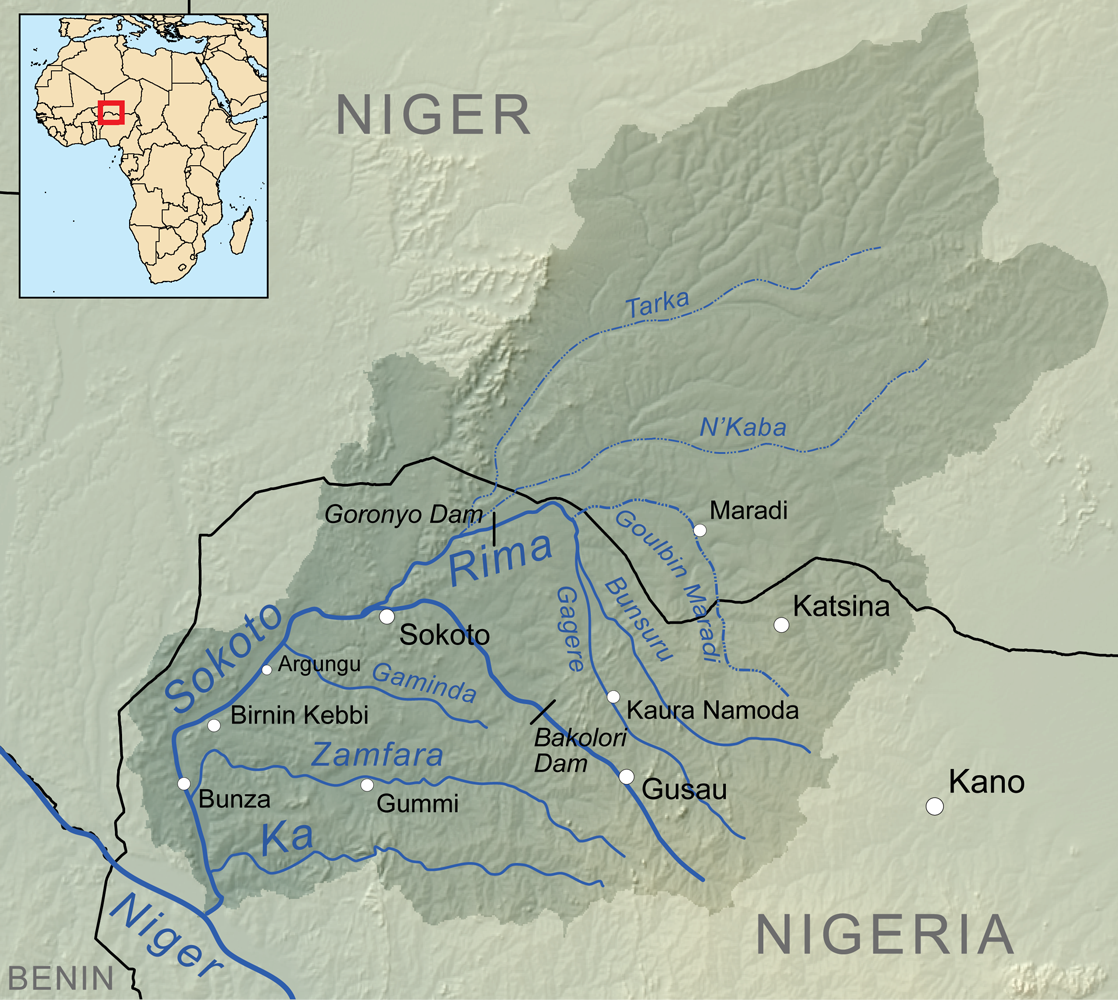
Le bassin hydrographique du Sokoto

- Ka
- Zamfara
- Gaminda
- Rima
  - Bunsuru (Karaduwa)
  - Gagere
  - Goulbi de Maradi
    - Goulbi de Gabi

  - Mariga
  - Goulbi N’Kaba
  - Tarka

### Lac Kainji

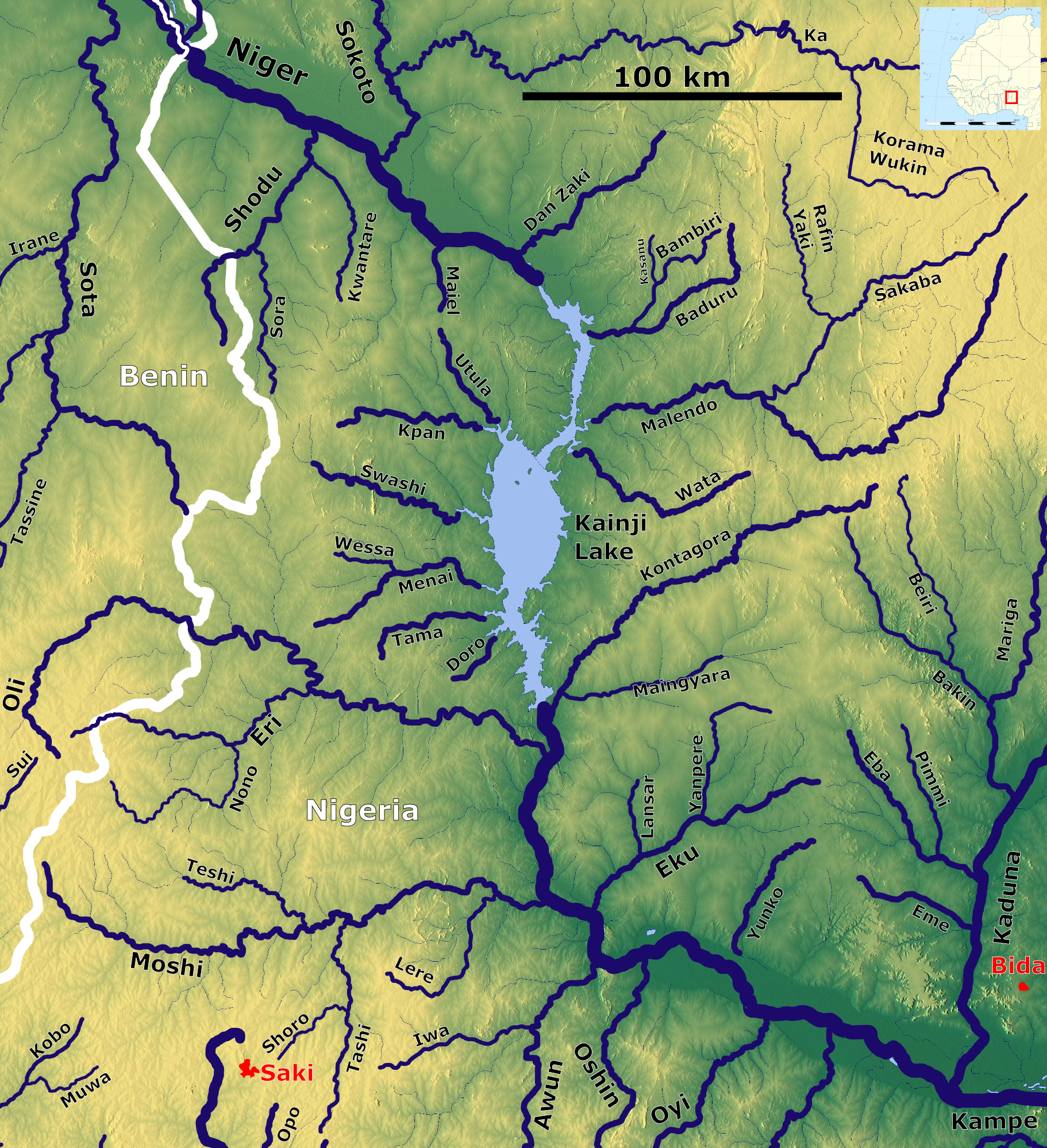
Les affluents du lac Kainji

- Baduru
  - Kasanu
  - Bambiri
- Malendo
  - Sakaba
    - Rafin Yaki
- Wata
- Utula
- Kpan
- Swashi
- Menai
  - Wessa
- Tama
- Doro

### Kaduna

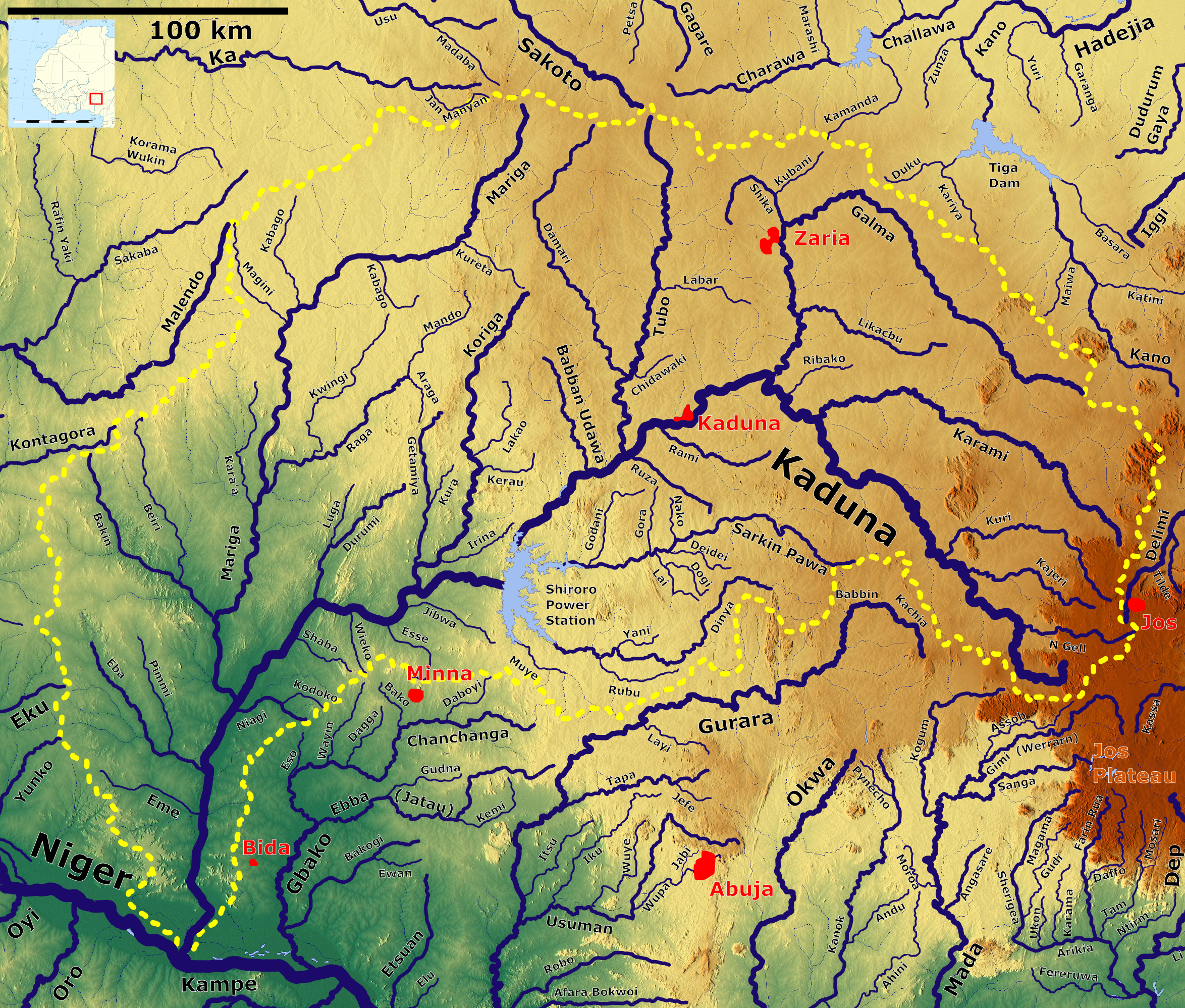
Le bassin hydrographique de la rivière Kaduna

- N Gell
- Kajeri
- Kuri
- Karami
- Ribako
- Galma
  - Shika
    - Kubani

  - Likacbu
- Rami
- Ruza
- Tubo
  - Labar
  - Chidawaki
  - Damari
- Babban Udawa
- Sarkin Pawa  (Nabuhi)
  - Deidei
  - Nako
  - Lai
    - Dogi

  - Gora
  - Godani
- Dinya
  - Yani
  - Rubu
  - Muye
- Koriga
  - Lakao
  - Kerau
  - Irina
  - Getamiya
    - Kura
- Jibwa
- Esse
- Wieko
- Durumi
  - Luga
- Shaba
- Mariga
  - Kureta
  - Kabago
  - Kabago
  - Magini
  - Raga
    - Mando
    - Araga
    - Kwingi

  - Kara'a
  - Bakin
    - Beiri
- Niagi
  - Kodoko
- Eba
  - Pimmi
- Eme

### Bénoué

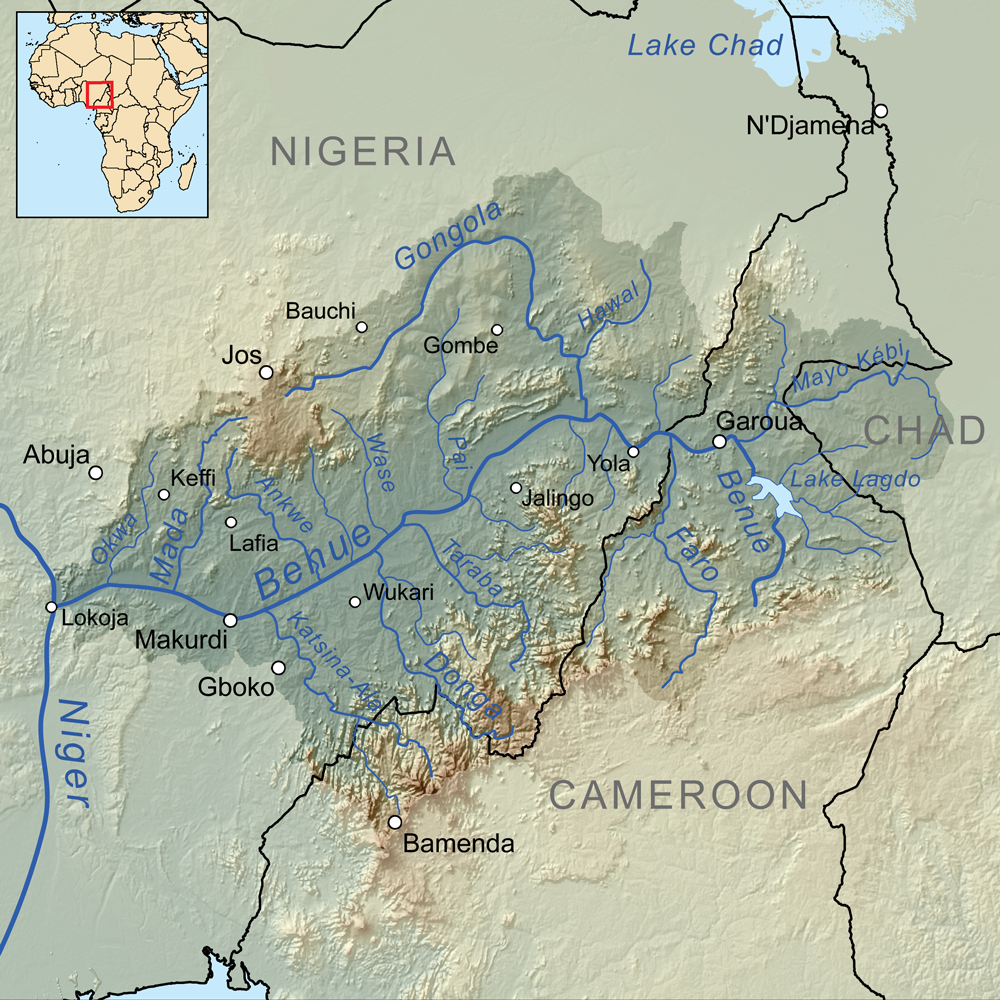
Le bassin hydrographique du Bénoué

- Faro
- Mayo Tiel
- Kilange
  - Loko
- Tojo
- Ini
- Giwano
- Mayo Belwa
- Gongoron
- Bolleri
  - Mwona
- Kunini
- Lamurde
- Sanko
- Fan
- Kufai
- Duchi
  - Mabo
  - Gimbi
- Wase (Zurfi)
  - Boi
    - Gwaske
    - Buka

  - Jaket
  - Bado
- Taraba
  - Kam
- Gamakai
- Donga
- Farin
- Shemankar
  - Shandam
- Dorowa
- Rita
- Asuku
- Katsina Ala
  - Metchum
- Mu
- Guma
- Keleke
- Sina
  - Akereku
- Okonoa
  - Kanok
    - Pynecho
    - Andu
    - Ahini

  - Daudau
- Rudu

#### Gongola

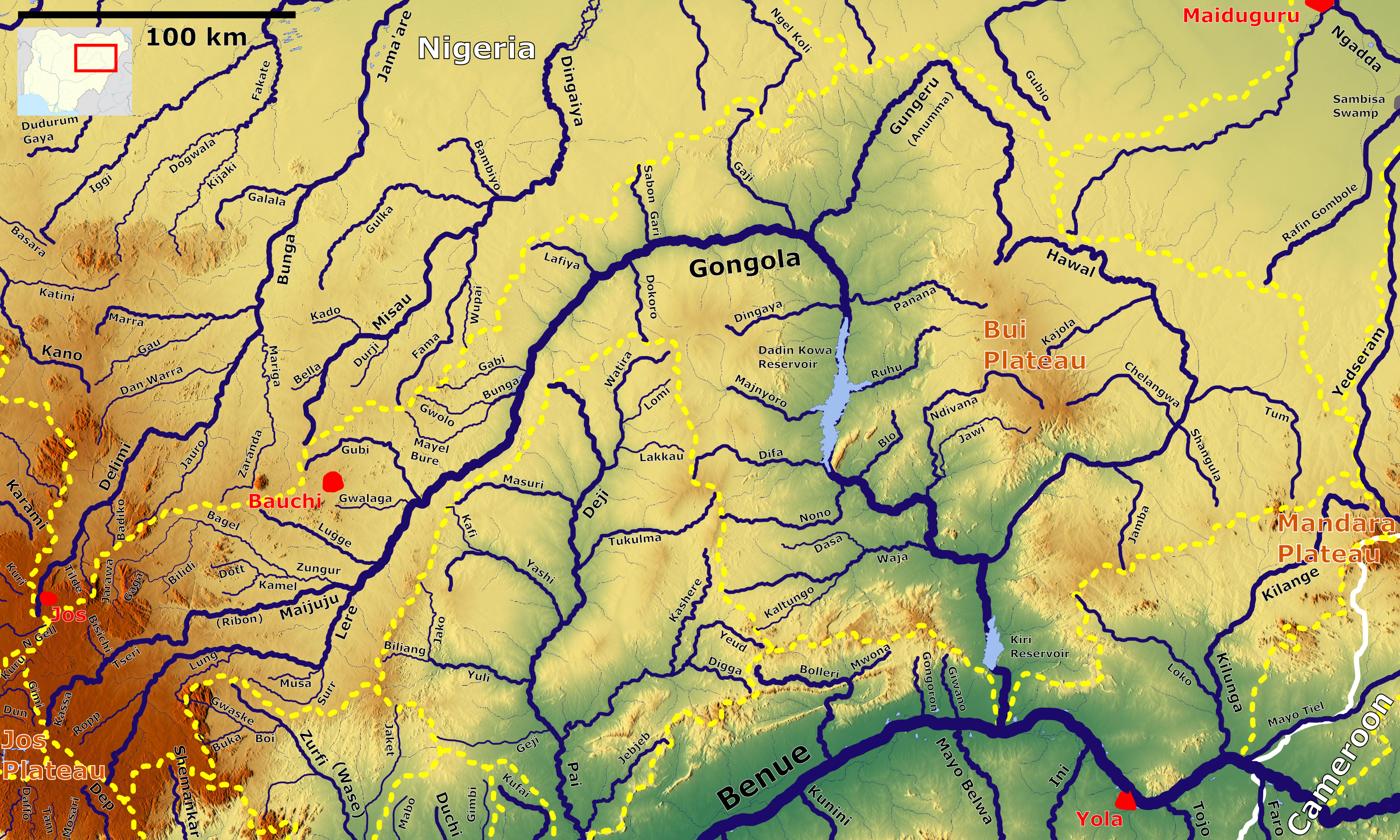
Le bassin versant du Gongola

- Lere
  - Ropp
  - Lung
  - Musa
  - Surr
- Maijuju (Kassa, Tseri, Ribon)
  - Bisichi
  - Zungur
    - Kamel
      - Dott

    - Bagel
      - Jarawa
      - Bilidi
        - Gaga
- Lugge
- Gwalaga
- Gubi
- Bunga
  - Mayel Bure
  - Gwolo
- Gabi
- Lafiya
- Dokoro
- Sabon Gari
- Gaji
- Gungeru (Anumma)
- Panana
- Dingaya
- Ruhu
- Majnyoro
- Difa
- Blo
- Nono
- Ndivana
  - Jawi
- Waja
  - Kaltungo
  - Dasa
- Hawal
  - Kajola
  - Tum
  - Chelangwa
  - Shangula
  - Jamba

#### Pai(Deji, Geji)
- Watira
  - Lomi
  - Lakkau
- Masuri
- Tukulma
- Yashi
  - Kafi
- Yuli
  - Jako
  - Biliang
- Geji
- Kashere
  - Yeud
    - Digga
- Jebjeb

#### Ankwe(Dep)

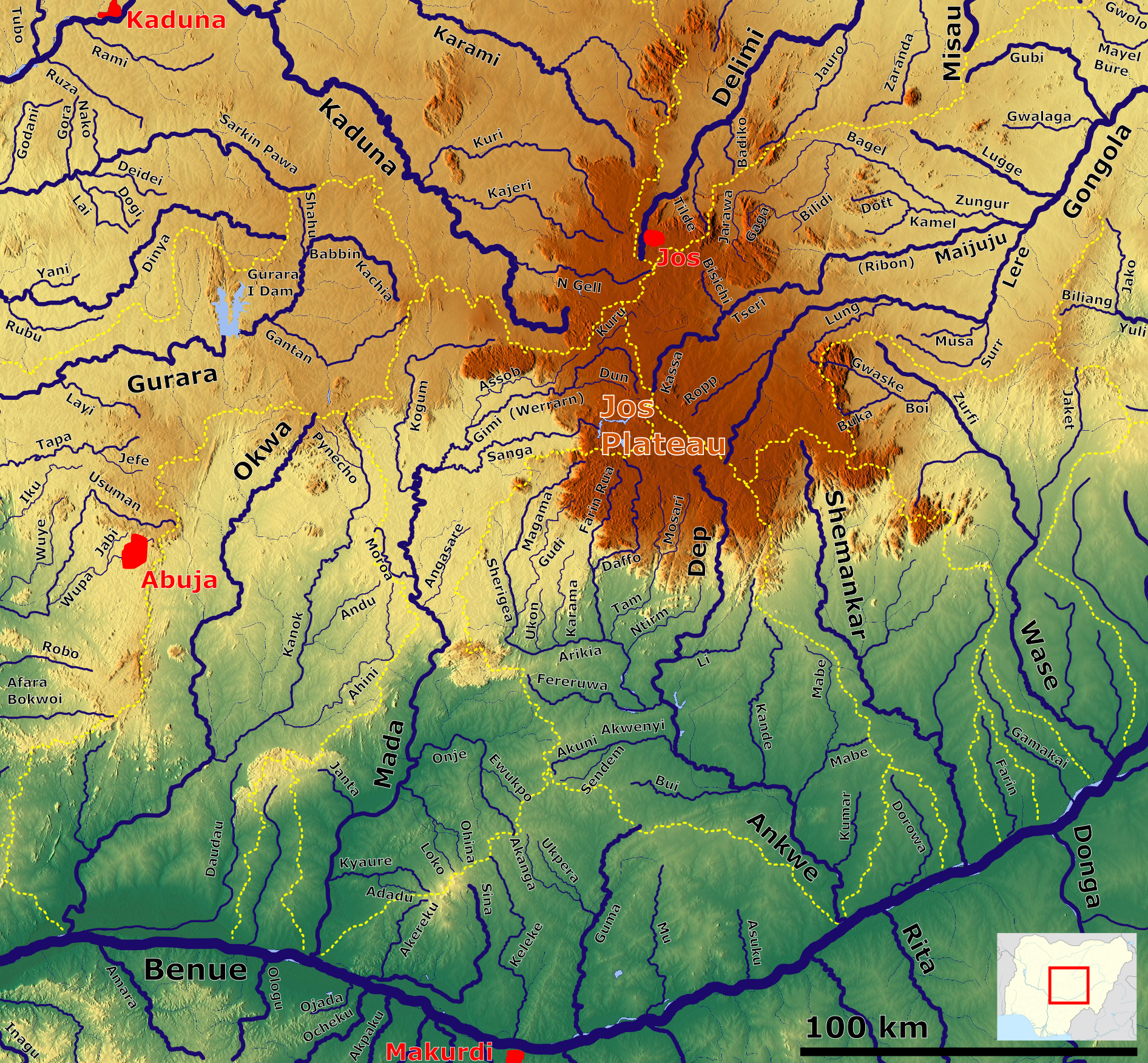
Hydrologie du plateau de Jos

- Li
- Arikia
  - Magama (Sherigea)
    - Gudi

  - Ukon
  - Karama (Ninkada)
  - Farin Rua
    - Daffo

  - Tam
    - Mosari

  - Ntirm
  - Fereruwa
- Akwenyi
  - Akuni
  - Sendem
- Bui
- Kande
- Mabe
- Kumar

#### Mada
- Gimi (Werrarn)
  - Assob
- Sanga
- Kogum
- Moroa
- Angasare
- Onje
  - Ewukpo
- Ohina
- Loko
- Janta
- Kyaure
  - Adadu

## Lac Tchad

Le bassin hydrographique du Komadugu Yobe

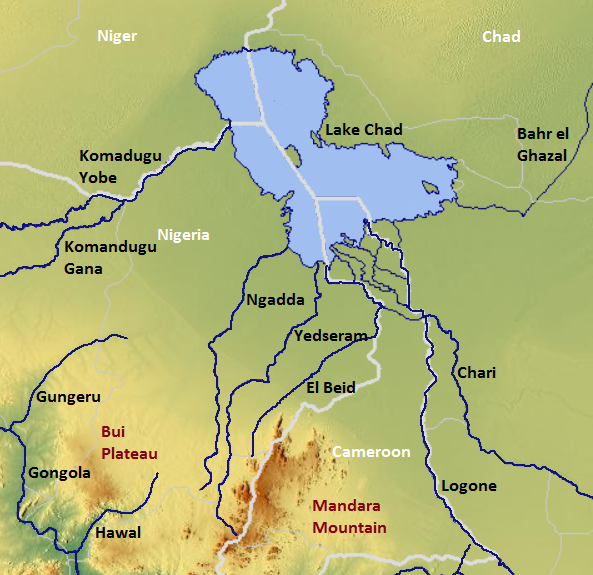
Le lac Tchad et ses affluents

### Komadugu Yobe
- Komadugu Gana
- Jama'are
  - Bunga
- Hadejia
  - Kano

### Autres affluents du lac Tchad
- Gubio
- Ngadda
- Yedseram
- El Beid

## Estuaire Cross-River

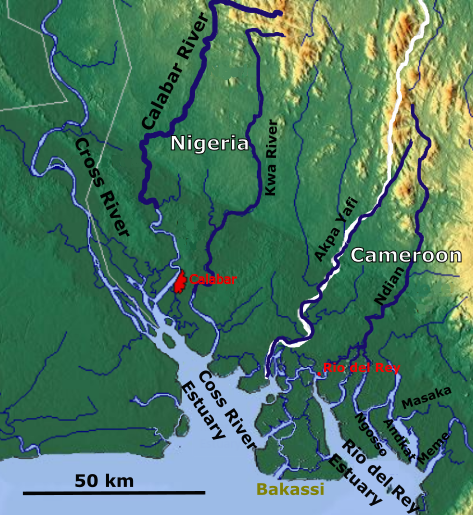
Estuaire de la Cross River

- Cross River
  - Calabar
  - Great Kwa River
  - Akpa Yafi

## Ouémé(fleuve Bénin)

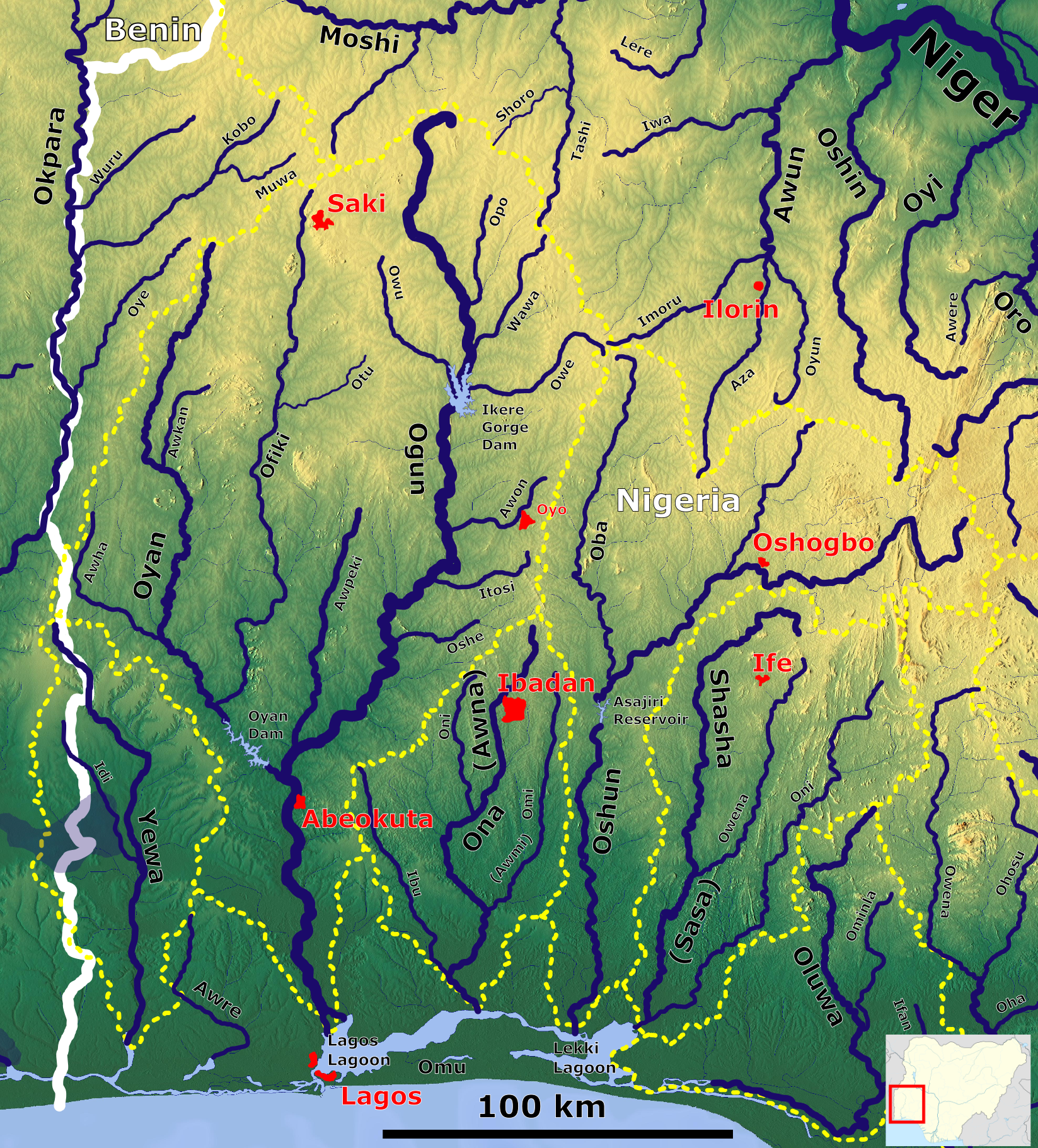
Les rivières côtières du sud-ouest du Nigeria

- Okpara
  - Wuru
  - Kobo
    - Muwa

  - Oye

## Ogun
- Opo
- Wawa
- Owe
- Owu
- Awon
- Itosi
- Oshe
- Awpeki
- Oyan (Awyan)
  - Awkan
  - Awha
  - Ofiki
    - Otu

## Bénin

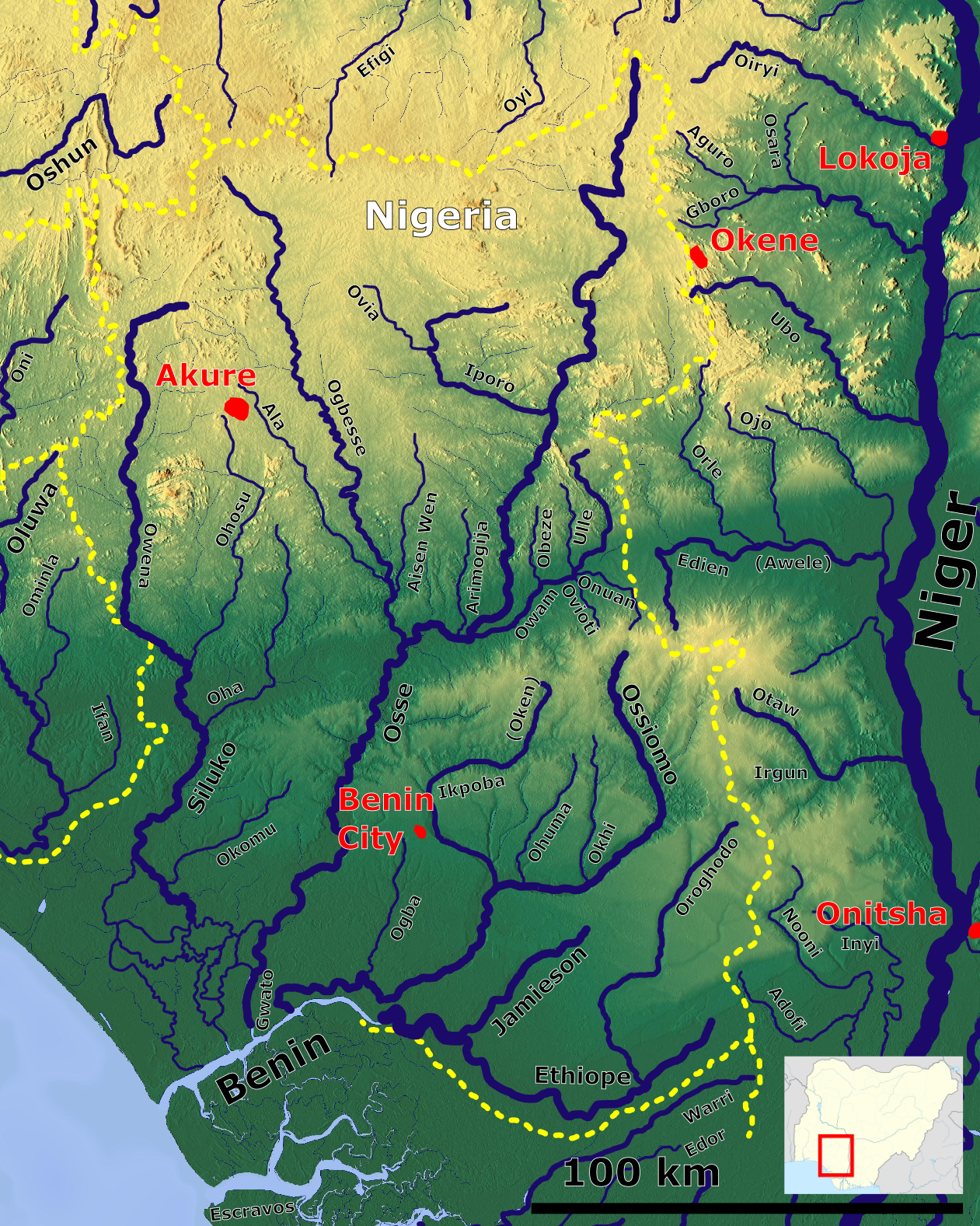
Le bassin du fleuve Bénin

- Ethiope (de)
  - Oroghodo
- Jamieson
- Ossiomo
  - Okhi
  - Ohuma
  - Ikpoba
  - Ogba
- Osse
  - Iporo
    - Ovia

  - Owam
    - Ulle
    - Onuan
    - Ovioti
    - Obeze

  - Arimogija
  - Ogbesse
    - Ala
    - Aisen Wen
- Siluko (Owena)
  - Ohosu
  - Oha
  - Okomu

## Fleuves côtiers
- Imo River
  - Aba River
- Osun
  - Oba
- Oni (Ona, Awna)
  - Awmi (Omi)
  - Ibu
- Sasa (Shasha)
  - Owena
  - Oni
- Yewa
  - Idi

## Répartition des bassins hydrographiques du pays en pourcentage
| Bassin hydrographique | Superficie (km²) | Pourcentage de la superficie du pays |
| --------------------- | ---------------- | ------------------------------------ |
| Niger                 | 584 404          | 63,3                                 |
| Lac Tchad             | 179 300          | 19,4                                 |
| Cross River           | 40 300           | 4,4                                  |
| Ogun                  | 22 540           | 2,4                                  |
| Ouémé (Okpara)        | 9 700            | 1,1                                  |
| Imo                   | 9 100            | 1,0                                  |
| Osun                  | 9 014            | 1,0                                  |
| Autres affluents      | 69 410           | 7,5                                  |
| Total Nigeria         | 923 768          | 100                                  |